# Polypodium rhodopleuron
Polypodium rhodopleuron là một loài thực vật có mạch trong họ Polypodiaceae. Loài này được Kunze miêu tả khoa học đầu tiên năm 1844.